# Entedon costalis
Entedon costalis är en stekelart som beskrevs av Johan Wilhelm Dalman 1820. Entedon costalis ingår i släktet Entedon och familjen finglanssteklar. Arten är reproducerande i Sverige. Inga underarter finns listade i Catalogue of Life.